# Coironalia cruciferaria
Coironalia cruciferaria är en fjärilsart som beskrevs av Berg 1877. Coironalia cruciferaria ingår i släktet Coironalia och familjen mätare. Inga underarter finns listade i Catalogue of Life.